# Eleições gerais em Honduras em 2025
Eleições gerais devem ser realizadas em Honduras no dia 30 de novembro de 2025 para eleger o Presidente, membros do Congresso Nacional e 20 membros do Parlamento Centro-Americano.

## Sistema eleitoral
O Presidente de Honduras é eleito por pluralidade, com o candidato que receber mais votos em uma única rodada sendo declarado vencedor. Os 128 membros do Congresso Nacional são eleitos por lista aberta de representação proporcional em 18 circunscrições multimembros baseadas nos departamentos, com número de vagas variando de um a 23. As vagas são distribuídas usando a quota de Hare.

## Eleições primárias
As primárias foram realizadas em 9 de março de 2025 para eleger candidatos à presidência da República, ao Congresso e às prefeituras pelos partidos LIBRE, Nacional e Liberal. Outros onze partidos não se qualificaram para participar das primárias e escolheram seus candidatos internamente. Dez candidatos disputaram a nomeação presidencial: dois pelo LIBRE, e quatro por cada um dos partidos Nacional e Liberal. Atrasos na entrega do material eleitoral provocaram a abertura tardia de centros de votação, o que causou pequenos protestos.\

### Liberal
- Salvador Nasralla, Vice-presidente (2022–2024)

Apoiado por Vamos Honduras! (Vamos Honduras!)
- Jorge Cálix, deputado do Congresso

Apoiado por Juntos Por El Cambio (Juntos Pela Mudança)
- Luis Zelaya

Apoiado por Recuperar Honduras (Recuperar Honduras)
- Maribel Espinoza, deputada do Congresso

Apoiada por Todos Por Honduras (Todos Por Honduras)
| Candidato         | Partido                     | Votos   | Porcentagem |
| ----------------- | --------------------------- | ------- | ----------- |
| Salvador Nasralla | Partido Liberal de Honduras | 381.062 | 58,02%      |
| Jorge Cálix       | Partido Liberal de Honduras | 207.968 | 31,67%      |
| Luis Zelaya       | Partido Liberal de Honduras | 34.329  | 5,23%       |
| Maribel Espinoza  | Partido Liberal de Honduras | 33.382  | 5,08%       |
| Total             | Total                       | 656.741 | 100,00%     |

### LIBRE
Rixi Moncada, Secretária de Defesa Nacional e Secretária de Finanças (2022–2024)
Apoiada pela Alianza Presidencial Rixi Moncada (Aliança Presidencial Rixi Moncada)
Rasel Tomé, deputado do Congresso
Apoiado pelo Movimiento Renovación Nuevas Alternativas (MORENA) (Movimento Renovação Novas Alternativas)
| Candidato    | Partido                | Votos   | Porcentagem |
| ------------ | ---------------------- | ------- | ----------- |
| Rixi Moncada | Liberdade e Refundação | 674.215 | 92,64%      |
| Rasel Tomé   | Liberdade e Refundação | 53.568  | 7,36%       |
| Total        | Total                  | 726.783 | 100,00%     |

### Nacional
Nasry Asfura, prefeito do Distrito Central (Tegucigalpa) (2014–2022)
Apoiado por Papi a la Orden! (Papai às Ordens!)
Ana García Carías, Primeira-dama de Honduras (2014–2022)
Apoiada por Avanza por la Justicia y Unidad (AVANZA) (Avança pela Justiça e Unidade)
Jorge Alberto Zelaya, deputado do Congresso
Apoiado por Renovación y Unidad Nacionalista (RUN) (Renovação e Unidade Nacionalista)
Roberto Martínez Lozano
Apoiado por Rescate y Transformación (Resgate e Transformação)
| Candidato               | Partido                      | Votos   | Porcentagem |
| ----------------------- | ---------------------------- | ------- | ----------- |
| Nasry Asfura            | Partido Nacional de Honduras | 625.893 | 75,84%      |
| Ana García Carías       | Partido Nacional de Honduras | 175.900 | 21,31%      |
| Jorge Alberto Zelaya    | Partido Nacional de Honduras | 15.816  | 1,92%       |
| Roberto Martínez Lozano | Partido Nacional de Honduras | 7.654   | 0,93%       |
| Total                   | Total                        | 825.256 | 100,00%     |

## Candidatos à presidência
Listados conforme a posição na cédula presidencial.
| Partido                                                   | Posição política | Ideologia                                                                        | Candidato(a) à presidência                                         | Cargos anteriores | Candidatos(as) a delegado(a) presidencial                                                            | Ref.   |
| --------------------------------------------------------- | ---------------- | -------------------------------------------------------------------------------- | ------------------------------------------------------------------ | --- | --- | ------ |
| Partido Democrata Cristão (DC)                            | Centro-direita   | Democracia cristã, humanismo cristão, conservadorismo, americanismo              | Mario "Chano" Rivera Callejas (publicitário e empresário de mídia) | - Dono do canal Q'Hubo TV, onde também atua como apresentador e analista político - Vereador do Distrito Central (2006–2010) pelo Partido Nacional de Honduras (PNH) | 1. Gracia María Zelaya Macay 2. Juan Carlos López Orellana 3. Olga Lizeth Espinoza Pinoth            | [ 7 ]  |
| Partido Liberdade e Refundação (LIBRE)                    | Esquerda         | Social-democracia, populismo de esquerda, socialismo do século XXI, progressismo | Rixi Moncada (advogada)                                            | - Ministra da Defesa Nacional (2024–2025) - Ministra das Finanças (2022–2024) - Conselheira do Conselho Nacional Eleitoral (CNE) (2019–2022) - Diretora da Empresa Nacional de Energia Elétrica (ENEE) (2008–2009) - Ministra do Trabalho e da Seguridade Social (2006–2008) | 1. Eduardo Enrique Reina García 2. Angélica Lizeth Álvarez Morales 3. José Armando Orellana Romero   | [ 8 ]  |
| 0Partido Social-Democrata de Inovação e Unidade (PINU-SD) | Centro-esquerda  | Social-democracia, progressismo                                                  | Jorge Nelson Ávila Gutiérrez (economista)                          | - Conselheiro presidencial (2006–2009) - Candidato presidencial pelo M5J-LIBRE (2017 e 2021) | 1. Iris Elizabeth Vigil Zelaya 2. Miguel Antonio Aragón Carrasco 3. Ana Lucía Galdámez Castellanos   | [ 9 ]  |
| Partido Liberal de Honduras (PLH)                         | Centro           | Liberalismo social, populismo, social-democracia, conservadorismo liberal        | Salvador Nasralla (apresentador e engenheiro civil industrial)     | - Primeiro Vice-presidente (2022–2024) - Candidato à presidência pela Aliança de Oposição Contra a Ditadura (LIBRE/PINU-SD) (2017) - Candidato à presidência pelo Partido Anticorrupção (PAC) (2013) | 1. Mirna Jaqueline Raudales Hernández 2. Marco Tulio Medina Hernández 3. Vera Sofía Rubí Ávila       | [ 10 ] |
| Partido Nacional de Honduras (PNH)                        | Direita          | Conservadorismo, nacionalismo, populismo de direita, neoliberalismo              | Nasry Asfura (engenheiro civil e empresário)                       | - Candidato presidencial do Partido Nacional (2021) - Prefeito do Distrito Central (2014–2022) - Deputado por Francisco Morazán (2010–2014) - Diretor do FHIS (2010–2011) - Vereador do Distrito Central (2006–2010) - Administrador da Prefeitura do Distrito Central (1998–2002) - Chefe de Serviços Públicos na Prefeitura do Distrito Central (1994–1998) - Procurador Municipal do Distrito Central (1990–1994) | 1. María Antonieta Mejía Sánchez 2. Carlos Alfredo Flores Guifarro 3. Diana Baleska Herrera Portillo | [ 10 ] |